# Janina Żejmo
Janina Bolesławowna Żejmo (ros. Янина Болеславовна Жеймо; ur. 16 maja?/29 maja 1909 w Wołkowysku, zm. 29 grudnia 1987 w Warszawie) – radziecka aktorka pochodzenia polskiego. Pojawiła się w ponad 30 filmach w latach 1925–1954. Wystąpiła m.in. w roli Kopciuszka w filmie o tym samym tytule. Była trzykrotnie zamężna. Jej mężami byli: Andriej Kostriczkin, Iosif Chejfic oraz Leon Jeannot, z tym ostatnim była związana aż do śmierci. Z Andriejem miała córkę Janinę Kostriczkin, a z Iosifem Chejficem syna Juliana.

## Życiorys

### Dzieciństwo
Janina Żejmo urodziła się w Wołkowysku, (Obwód grodzieński na Białorusi) w rodzinie artystów cyrkowych. Rodzice oraz trzy starsze siostry Janiny pracowali w cyrku jako sławni akrobaci i gimnastycy. Jej ojciec Józef Bolesław Żejmo był Polakiem, a matka Rosjanką. Janina urodziła się zaraz po przedstawieniu, gdy jej matka wracała do domu po wykonaniu swojego popisowego numeru salta mortale. Zaczęła występować w cyrku już od najmłodszych lat. Pierwszy raz stało się to, gdy miała zaledwie trzy lata, jej występ odbył się w starym syberyjskim mieście Tobolsk. Po tym, jak Janina dołączyła do rodziny i zaczęła uprawiać zawód cyrkowego artysty, na chapiteau, gdzie występował ojciec Janiny, pojawiały się plakaty z napisem „Żejmo -6” („szóstka Żejmo”).
Dzieciństwo Janiny było wypełnione różnymi niebezpiecznymi zdarzeniami. Omal nie umarła na błonicę, od śmierci uratował ją jej dziadek. Jako małe dziecko spadła z konia podczas wykonywania trudnej akrobatycznej sztuczki. W młodości chorowała także na tyfus.
W 1923 roku, kiedy Janina miała 14 lat, jej ojciec ciężko zachorował i zmarł, a matka po wygaśnięciu umowy pozostała sama z córkami w Petersburgu. Tam też rodzina Żejmo postanowiła podbić scenę. Razem z matką Janina i jej siostra Elia uczyły się gry na ksylofonie. Zorganizowały trupę „Trio Żejmo” i we trójkę przygotowały „ekscentryczny musical”, który odniósł wielki sukces w Piotrogrodzie. W wieku 14 lat Janina przestała rosnąć. Niski wzrost dziewczyny (148 cm) pomógł jej później w karierze aktorskiej, choć ograniczał zakres ról.
W Moskwie i Petersburgu otwarto w połowie lat dwudziestych wiele szkół filmowych. W wieku piętnastu lat, równolegle z pracą na scenie, Janina Żejmo w tajemnicy przed rodziną postanowiła udać się do Leningradu aby stać się aktorką. Została przyjęta do „Fabryki Ekscentrycznego Aktora” (FEKS) działającej pod kierownictwem Grigorija Kozincewa i Leonida Trauberga. Janina zaczęła studiować ciężko. Tam też poznała studenta Andrieja Kostriczkina. Janina zakochała się w nim, i wkrótce potem Andriej zostaje jej mężem.

### Kariera aktorska
Debiut filmowy Janiny miał miejsce w 1925 roku. Janina zagrała swoją pierwszą rolę w filmie Miszka walczy z Judeniczem, gdzie wystąpiła wraz z mężem Andriejem Kostriczkinem i Siergiejem Gierasimowem. W 1926 roku Janina zagrała w kilku filmach Grigorija Kozincewa i Leonida Tauberga, w tym główną rolę w ekscentrycznej komedii Braciszek. W 1929 roku Janina ukończyła FEKS. Pomimo postępów córki, matka nie aprobowała jej występów aktorskich, chciała by wróciła do popisów cyrkowych. 

Jedną z wyjątkowych zdolności Janiny była umiejętność wcielania się w role dziecięce, dlatego też udało się jej wykreować liryczno-komediową bohaterkę Lenoczkę w filmach krótkometrażowych Obudźcie Lenoczkę! oraz Lenoczka i winogrona. Po zagraniu roli marzycielki Asi w filmie Przyjaciółki Janina stała się szczególnie popularna, rozpoznawano ją na ulicach, dostawała wiele listów od swoich fanów, zwłaszcza od młodych dziewczyn i chłopców, których marzeniem było zostać sławnymi aktorami. W tym samym czasie stosunki Janiny z mężem Andriejem Kostriczkinem znacznie się ochłodziły i wkrótce potem małżeństwo się rozpadło mimo narodzin córki, Janiny Kostriczkinej.
W 1938 roku Janina Żejmo zagrała niewielką rolę tylko w jednym filmie. Dwa następne filmy z jej udziałem zostały wstrzymane. W tej sytuacji postanowiła zostać aktorką teatralną, ale to jej się nie udało i w jej życiu zaczął się trudny okres. 

W 1939 roku Janina Żejmo została odznaczona Orderem „Znak Honoru”, a tuż przed wojną na planie jednego z pierwszych filmów dźwiękowych Moja ojczyzna poznała reżysera Iosifa Chejfica, który wkrótce został drugim mężem aktorki. Janina urodziła ich syna Juliana, który po latach został operatorem filmowym w Polsce.
Kiedy zaczęła się wojna, Iosif Chejfic wraz z dziećmi wyjechał do Taszkentu, a Janina została sama w oblężonym Leningradzie. Jej dom był otwarty dla przyjaciół nawet w tak strasznym i trudnym czasie. Pod koniec 1942 roku Janinę ewakuowano do Taszkentu, gdzie spotkała się z mężem. Ale spotkanie nie było radosne. Zanim pociąg ewakuacyjny dotarł do Azji Środkowej, Chejfica poinformowano, że Janina zginęła podczas bombardowania i w jego życiu pojawiła się inna kobieta. Janina nie mogła wybaczyć mężowi zdrady i do niego nie wróciła.

### Ciekawostki
W 1947 roku rola Kopciuszka przyniosła jej ogromną popularność. Nie każdy jednak chciał zobaczyć ją w tej roli. Powodem był jej wiek. 37 letnia Janina miała zagrać 16 letnią dziewczynę. O tę rolę w tajemnicy przed Janiną ubiegała się także rosyjska baletnica Marija Mazun, która nie miała jeszcze ukończonych 20 lat.

### Ostatnie lata w filmie
W 1954 roku odegrała swoją ostatnią rolę w filmie Psotnicy mając 45 lat. Janina często myślała o przeprowadzce do Polski, gdzie proponowano jej pracę i dobre zakwaterowanie. Wraz z synem, który właśnie skończył szkołę, opuściła Rosję w 1957 roku i zamieszkała w Polsce. Córka aktorki pozostała w Moskwie. Janina Żejmo spędziła następne trzydzieści lat życia w Warszawie, gdzie poznała i zaprzyjaźniła się ze słynnym polskim krytykiem filmowym Jerzym Toeplitzem.

### Śmierć
Zmarła 29 grudnia 1987 roku w Warszawie w wieku 78 lat. Rok przed śmiercią miała drugi atak serca. Została pochowana na Cmentarzu Wostriakowskim w Moskwie. W Rosji o aktorce został nakręcony dokument telewizyjny z serii Kak uchodili kumiry («Kaк yxoдили кyмиpы»).

## Odznaczenia
1 lutego 1939 roku została odznaczona Orderem „Znak Honoru” za rolę Asi w filmie Przyjaciółki oraz za rolę Nadii w filmie Wrogowie.

## Filmografia
- 1925: Miszka walczy z Judeniczem (Мишки против Юденича) jako chłopczyca
- 1926: Czarcie koło (Чёртово колесо) jako dziewczyna z gangu
- 1926: Szynel (Шинель) jako pomocnica krawca
- 1927: Braciszek (Братишка) jako dziewczyna
- 1927: Sojusz wielkiej sprawy («С. В. Д.» (Союз Великого дела)) jako cyrkówka
- 1929: Błękitny Express (Голубой экспресс) jako chińska dziewczyna[6]
- 1929: Nowy Babilon (Новый Вавилон) jako Teresa[7]
- 1931: Wioska na Ałtaju (Одна) jako młoda nauczycielka
- 1933: Moja ojczyzna (Моя Родина) jako Olia
- 1934: Obudźcie Lenoczkę[2] (Разбудите Леночку) jako Lenoczka
- 1935: Miłość w czołgu[2] (Горячие денёчки) jako Kika, przyjaciółka Żukowej
- 1935: Nowi ludzie[2][8](Песня о счастье) jako Anuk[9]
- 1936: Przyjaciółki[2] (Подруги) jako Asia
- 1936: Lenoczka i winogrona[2][10](Леночка и виноград) jako Lenoczka[11]
- 1938: Wrogowie (Враги) jako Nadia
- 1939: Szedł żołnierz z frontu[2] (Шёл солдат с фронта) jako Fros'ka Kotko
- 1939: Doktor Kałużny[12](Доктор Калюжный) jako Olga, niewidoma dziewczyna
- 1942: Wojenny almanach filmowy nr 12 (nowela Wanʹka) (Боевой киносборник № 12. Ванька) jako Tanʹka
- 1942: My z Uralu (Мы с Урала) jako Wiera Zawarina
- 1943: Dwaj żołnierze (Два бойца) jako pielęgniarka
- 1943: Marzec-kwiecień[13](Март-апрель) jako Katia Wiesiełowa[14]
- 1947: Kopciuszek[2] (Золушка) jako Kopciuszek
- 1954: Psotnicy[15] (Два друга) jako matka Szyszkina
- 1957: Królowa Śniegu (Снежная королева) jako Gerda (głos)